# Vesania
Vesania (лат. божевілля) - польська симфо/дез/блек-метал група.

## Історія
Групу заснували в 1997 році Orion, Daray, і Heinrich. Потім до групи приєдналися Annahvahr і Hatrah (останній покинув групу в 1999 і був замінений Siegmar'ом).
Перший альбом,Moonastray, був спліт з Black Altar, випущений в 2002 році тільки в Польщі на лейблі Odium Records. Тираж запису становить 666 примірників, і кожен з них був підписаний кров'ю. У 2003 році відбувся європейський реліз їх першого повноформатного альбому,Firefrost Arcanum, на лейблі Empire Records. Слідом за цим Annahvahr пішов з групи. Другий альбомGod the Luxбув виданий у квітні 2005 року, а незабаром до групи як ведучий гітарист приєднався Valeo (Sammath Naur, Mortis Dei). Третій альбом,Distractive Killusions, був виданий в 2007 році на Napalm Records, з нього було взято перший сингл групиRage of Reason.

## Учасники групи

### Теперішні учасники
- Tomasz «Orion» Wróblewski - гітара, вокал
- Dariusz «Daray» Brzozowski - ударні
- Filip «Heinrich» Hałucha - бас
- Krzysztof «Siegmar» Oloś - клавішні
- Marcin «Valeo» Walenczykowski - гітара

### Колишні учасники
- Hatrah - клавішні (1998-1999)
- Filip «Annahvahr» Żołyński - гітара, вокал (1998-2003)

## Дискографія
| Рік  | Дата виходу | Назва                  | Тип            | Лейбл           |
| ---- | ----------- | ---------------------- | -------------- | --------------- |
| 1997 |             | Reh                    | Демо           | ---             |
| 1999 |             | CD Promo 1999          | Демо           | ---             |
| 2002 |             | Moonastray             | Сплит          | Odium Records   |
| 2003 |             | Firefrost Arcanum      | Повноформатний | Empire Records  |
| 2005 | 25 квітня   | God The Lux            | Повноформатний | Empire / Napalm |
| 2007 | 3 грудня    | Distractive Killusions | Повноформатний | Napalm Records  |
| 2008 | 15 січень   | Rage of Reason         | Сингл          | Empire Records  |